# Metropolico
Metropolico war ein deutsches Internetportal von blu – Das Netzwerk e. V. mit Sitz in München-Schwabing. Es wurde 2012 als Blu-News gegründet und 2015 in Metropolico umbenannt. Es wurde von Christian Jung betrieben, der bayerischer Landesvorsitzender der rechtspopulistischen Partei Die Freiheit war. Das Portal versteht sich selbst als „bürgerlich, liberal und unabhängig“; Beobachter rechneten es mehrheitlich dem politisch rechten Spektrum zu und verorteten es bisweilen im Rechtspopulismus. Im Mai 2017 fusionierte Metropolico mit dem Internetportal JouWatch des Kolumnisten Thomas Böhm.

## Inhalte
Neben den Rubriken „News“, „Meinungen“ (Gastautoren waren u. a. Hans-Peter Raddatz und Wolfgang Hübner), „Hintergründe“, „Regional“, „Schwerpunkte“ und „Kampagnen“ bot Metropolico auch Metropolico-TV an. Als Interview- und Gesprächspartner standen dem Portal u. a. Jörg Urban (AfD, MdL Sachsen), Frauke Petry (AfD, MdL Sachsen), Alexander Gauland (AfD, MdL Brandenburg), Armin-Paul Hampel (AfD), Beatrix von Storch (AfD, MdEP für Deutschland), Thilo Sarrazin (SPD), Ismail Tipi (CDU, MdL Hessen), Gerhard Eck (CSU, MdL Bayern, Staatssekretär im Bayerischen Staatsministerium des Innern), Sebastian Frankenberger (ÖDP), Jan Timke (BIW, MdBB), Kathrin Oertel (PEGIDA) sowie die Publizisten Lars Hedegaard, André F. Lichtschlag und Felix Krautkrämer zur Verfügung. Metropolico berichtete u. a. zu Pegida, HoGeSa, der AfD, den Freien Wählern Frankfurt (heute Bürger für Frankfurt) und zum Thema Linksextremismus. Ein Bericht von Metropolico war im April 2015 Gegenstand einer Kleinen Anfrage des CDU-Abgeordneten Peter Biesenbach im Landtag Nordrhein-Westfalen.
Die Frankfurter Polizei legte im Verfahren um die Rechtmäßigkeit des Polizeieinsatzes bei der Blockupy-Demonstration dem Verwaltungsgericht Frankfurt Filmmaterial von Metropolico als Beweismaterial vor. Das Filmmaterial zeigt laut einem Bericht der Frankfurter Rundschau die Auseinandersetzungen zwischen Demonstranten und Beamten, nachdem die Polizei die Demonstration aufgelöst hatte. Im Juni 2013 hatte die Gewerkschaft der Polizei in Baden-Württemberg einen Bericht von Metropolico in ihrer Gewerkschaftszeitung „GdP digital“ veröffentlicht, in dem die Berichterstattung der Frankfurter Rundschau scharf kritisiert wurde. Der Bericht wurde später wieder entfernt. Laut dem verantwortlichen Redakteur habe der Tenor des Berichtes seiner Meinung und der seiner Kollegen vor Ort entsprochen. Er habe aber nicht genügend recherchiert, wo der Bericht herkomme.

## Rezeption
Die Frankfurter Rundschau bezeichnete Metropolico als ein Abspaltungsprodukt des „führenden Islamhasser-Blogs PI-News“ und als ein „reaktionäres“ Portal. Die Feindbilder des Portals seien auch bei dieser Abspaltung Muslime, Schwule, Liberale, Freimaurer sowie der „Mainstream“ der „EUdSSR“. Die Tageszeitung warf dem Portal Hetze gegen den Islam und Linke sowie Homophobie vor. Laut einem Beitrag in der Tageszeitung von Sebastian Friedrich (Duisburger Institut für Sprach- und Sozialforschung) hatte sich das Portal „der Sache der AfD verschrieben“. Das Internetportal Publikative.org der Amadeu Antonio Stiftung bezeichnete Metropolico als „Islamhassblog“, „antimuslimisch“ und „antiislamisch“. Laut Roland Sieber zählte Metropolico wie die Wochenzeitung Junge Freiheit zu den „inoffiziellen Parteizeitungen“ der AfD. Nach Einschätzung des Blogs no-nazi.net der Amadeu Antonio Stiftung war Metropolico eine Plattform, die bekannt gewesen sei für Verschwörungstheorien oder „andere Formen dekomplexitärer Agitation“. Der Spiegel bezeichnete Metropolico als eines der größten Portale der national-konservativen Szene. Der Publizist Christoph Giesa bezeichnete Metropolico als ein „rechtes“ Szeneportal. Laut der Wiener Zeitung verkaufte das Portal rechtspopulistische Inhalte unter dem Etikett „bürgerlich - liberal - unabhängig“. Auch die Antifaschistische Informations-, Dokumentations- und Archivstelle München (a.i.d.a) bezeichnete Metropolico als rechtspopulistisch. Der Sozialwissenschaftler Alexander Häusler (Forschungsschwerpunkt Rechtsextremismus/Neonazismus der FH Düsseldorf) nannte das Internetportal „rechtsgerichtet“.

## Gerichtliche Auseinandersetzung mit dertageszeitung
Die Journalistin Marlene Kaiser bezeichnete 2013 Blu-News in der tageszeitung als eine „neonazistische Plattform“. Gegen diese Bezeichnung ging Metropolico gerichtlich vor. Das Landgericht München beurteilte die Aussage als eine „unzulässige Herabwürdigung und Schmähkritik“, die nicht vom Recht auf freie Meinungsäußerung gedeckt sei. Der Artikel setze sich zudem in keiner Weise mit Blu-News (Metropolico), ihren Zielen oder ihrer thematischen Ausrichtung auseinander. Das Gericht verurteilte die tageszeitung zu einer Strafe von knapp 1.060 Euro und im Falle einer Zuwiderhandlung zu einem Ordnungsgeld von bis zu 250.000 Euro.